# Wilhelm Rupprecht
Wilhelm Rupprecht (Fürth, 21 marzo 1890 – Fürth, 23 settembre 1967) è stato un generale tedesco della Wehrmacht durante la seconda guerra mondiale.

## Biografia
Rupprecht entrò a far parte dell'esercito imperiale tedesco il 3 agosto 1908 e venne promosso al grado di tenente dal 23 ottobre 1910, grado con cui prese parte alla prima guerra mondiale.
Dopo la fine del primo conflitto, entrò nella polizia della Repubblica di Weimar dal 1920, rimanendo in carica sino al 31 luglio 1935. Dal 1º agosto 1935 venne integrato nella Wehrmacht col grado di tenente colonnello e dal 10 novembre 1938 gli venne affidato il comando della fortezza militare di Ratisbona. Promosso colonnello dal 1º gennaio 1937, il 26 agosto 1939, in previsione dell'invasione della Polonia che avrebbe avviato la seconda guerra mondiale, ottenne il comando del 213º reggimento di fanteria. Il 1º novembre 1940 venne promosso maggiore generale ed il 15 novembre di quello stesso anno ottenne il comando della 327ª divisione di fanteria con la quale venne impegnato sul fronte austriaco e francese. Promosso al rango di tenente generale dal 1º novembre 1942, venne trasferito nei Paesi Bassi dal 1º gennaio 1943 come comandante della 65ª divisione di fanteria. Dal 27 ottobre 1943 venne trasferito in Francia come comandante della 18ª divisione da campo della Luftwaffe.